# Lograto
Lograto là một đô thị thuộc tỉnh Brescia trong vùng Lombardia ở Ý. Đô thị này có diện tích 12,1 km², dân số 2907 người.
Đô thị này có các làng sau: Navate.
Đô thị này giáp với các đô thị sau: 
Azzano Mella, Berlingo, Maclodio, Mairano, Torbole Casaglia, Travagliato.